# Gibraltar Scorpions Football Club
Gibraltar Scorpions FC es un equipo de fútbol sala que juega en la División 1 de Gibraltar; el equipo salió campeón de dicho torneo en la temporada 2013-14. combirtiendose así en el primer equipo gibraltareño en participar en la Copa de la UEFA de Fútbol Sala. 
En la temporada 2015-16 el club jugó en la primera división donde quedó 4° jugando los play offs donde fue eliminado en semifinales.

## Gibraltar Scorpions B
En la temporada 2015-16 el club jugó en la segunda división donde quedó 4.º

## Fútbol
Fue un equipo de fútbol de Gibraltar. Jugó en la Segunda División de Gibraltar y en  la Rock Cup. Desde la temporada 2015/16 el equipo de fútbol se desafilió temporalmente y «Gibraltar Scorpions Football Club» paso a dedicarse exclusivamente al Fútbol sala, si bien continuará con sus actividades en fútbol en las próximas ediciones.

## Uniforme
| Local 2015/16 | Visita 2015/16 | Tercero 2015/16 | Alternativo 2015/16 |

## Participaciones internacionales
| Equipo              | Pts | PJ | PG | PE | PP | DG  |
| ------------------- | --- | -- | -- | -- | -- | --- |
| Baku United         | 9   | 3  | 3  | 0  | 0  | 23  |
| Centar Sarajevo     | 6   | 3  | 2  | 0  | 1  | 6   |
| Gibraltar Scorpions | 1   | 3  | 0  | 1  | 2  | -13 |
| Malmö City          | 1   | 3  | 0  | 1  | 2  | -16 |

| 27 de agosto de 2014 20:30 | Baku United | 10-0 | Gibraltar Scorpions |  |  |

| 28 de agosto de 2014 18:00 | Centar Sarajevo | 10-7 | Gibraltar Scorpions |  |  |

| 30 de agosto de 2014 17:00 | Gibraltar Scorpions | 4-4 | Malmö City |  |  |

### Estadísticas
| Temporada | Torneo                         | Sede     | Ronda            | Rival           | Resultado | Pts. |
| --------- | ------------------------------ | -------- | ---------------- | --------------- | --------- | ---- |
| 2014-15   | Copa de la UEFA de Fútbol Sala | Sarajevo | Ronda Preliminar | Baku United     | 0 - 10    | 1    |
| 2014-15   | Copa de la UEFA de Fútbol Sala | Sarajevo | Ronda Preliminar | Centar Sarajevo | 7 - 10    | 1    |
| 2014-15   | Copa de la UEFA de Fútbol Sala | Sarajevo | Ronda Preliminar | Malmö City      | 4 - 4     | 1    |

## Entrenadores
- Karl Zarb (mayo de 2013-agosto de 2014)[4]

## Palmarés
- División 1 (1): 2014